# Wanted (film, 2009)

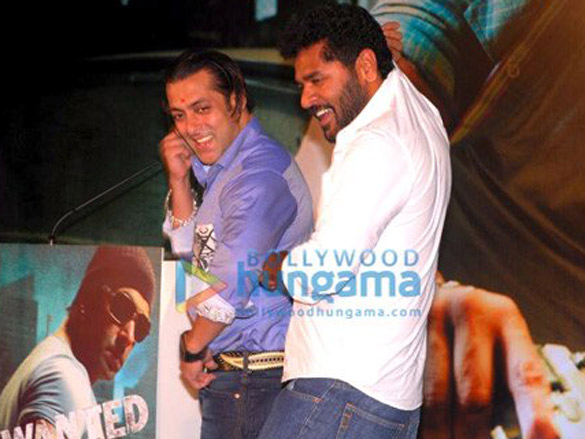
Photographie des acteurs Prabhu Deva et Salman Khan à l’avant première du film

Pour les articles homonymes, voir Wanted.
Wanted est un film de Bollywood sorti le 18 septembre 2009 qui est un remake du film Telugu Pokiri (2006). Il est réalisé par Prabhu Deva et produit par Boney Kapoor, avec Salman Khan et Ayesha Takia dans les rôles principaux.

## Synopsis
Radhe (Salman Khan) est un homme intrépide, qui travaille pour le chef d'une mafia impitoyable ("Don Gani Bhai"). Radhe tue les gens de sang-froid, mais son insensibilité diminue quand il rencontre Jhanvi (Ayesha Takia) et tombe amoureux d'elle. Jhanvi essaie de l'écarter du monde des criminels.
La vie continue quand Gani Bhai et Radhe se trouvent finalement face à face. Radhe refuse d'effectuer un travail que Gani Bhai lui demande de faire.

## Distribution
- Salman Khan : Radhe / Rajveer Shekhawat
- Ayesha Takia : Jhanvi
- Vinod Khanna : Shrikant Shekhawat
- Mahesh Manjrekar : Inspector Talpade
- Prakash Raj : Gani Bhai
- Aseem Merchant : Golden
- Govind Namdeo : Ashraf Khan
- Inder Kumar : Ajay
- Mahek Chahal : Shaina
- Prateeksha Lonkar : Laxmi (la mère de Jhanvi)
- Anil Kapoor : dans la chanson "Jalwa"
- Govinda : dans la chanson "Jalwa"
- Prabhu Deva : dans la chanson "Jalwa"

## Réception
Le film est un des plus gros succès de Bollywood pour l'année 2009 derrière Ajab Prem Ki Ghazab Kahani et 3 Idiots.